# 教会前駅
教会前駅（きょうかいまええき）は、徳島県鳴門市撫養町木津にある、四国旅客鉄道（JR四国）鳴門線の駅。駅番号はN07。

## 歴史
- 1924年（大正13年）1月1日：阿波電気軌道（後の阿波鉄道）の天理教前停留場として開業[2]。
- 1926年（大正15年）：教会前停留場に改称[3]。
- 1933年（昭和8年）7月1日：阿波鉄道国有化[2]。同時に停車場となる[2]。
- 1951年（昭和26年）8月20日：手荷物取扱い開始、旅客取扱区間制限を前日をもって廃止[4]。
- 1956年（昭和31年）12月1日：荷物扱い廃止[2]。
- 1987年（昭和62年）4月1日：国鉄分割民営化によりJR四国に継承[2]。

## 駅構造

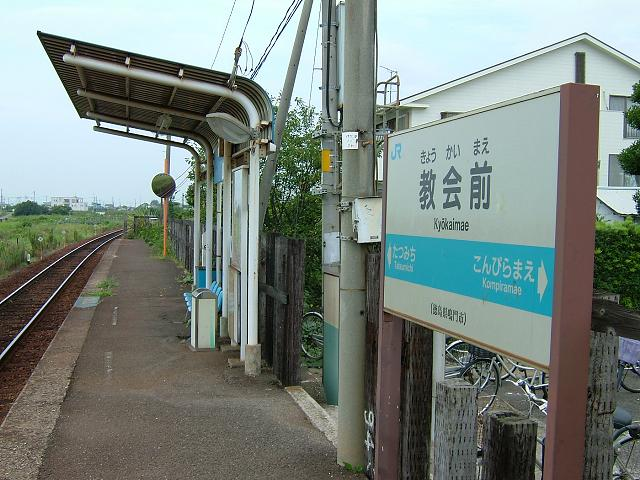
ホーム（2005年8月）

単式ホーム1面1線を有する地上駅。駅舎はなく、ホームにベンチとベンチの部分を覆う上屋のみの無人駅である。

## 駅周辺
駅の近くには駅名の由来である天理教撫養大教会がある。
- 天理教撫養大教会
- 勝福寺
- 鳴門警察署撫養町木津交番
- 神戸淡路鳴門自動車道鳴門インターチェンジ
- 国道11号
- 徳島県道12号鳴門池田線
- 旧撫養街道
- 徳島バス「教会前」停留所（旧撫養街道沿い） - 立道線・鳴門大麻線

## 隣の駅
四国旅客鉄道（JR四国）
■鳴門線
■普通（平日下り1本は当駅通過）
立道駅 (N06) - 教会前駅 (N07) - 金比羅前駅 (N08)